# Na krátko
Na krátko je český film režiséra Jakuba Šmída z roku 2018. Jedná se o dramatický příběh o dětech, které musí rychle dospět, protože zjistí, že jim rodiče lžou.
Snímek vychází z knihy Zmizet (2009) od Petry Soukupové, konkrétně ze druhé ze tří povídek, Na krátko.

## Výroba
Natáčelo se v Ústí nad Labem, Děčíně, Mělníku, Kralupech nad Vltavou, Neratovicích a ve studiu České televize. Filmovou hudbu složila skupina Květy jako svou první práci na takto velkém filmu. Vznik filmu podpořil Státní fond České republiky pro podporu a rozvoj české kinematografie.
Scénář filmu byl na třetím místě v soutěži Cena Sazky za nerealizovaný scénář v rámci cen Český lev 2008.

## Recenze
- František Fuka, FFFilm
- Mirka Spáčilová, iDNES.cz